# Siyaj K'ak'
Siyaj Kʼakʼ (grafia alternativa: Siyah Kʼakʼ), foi uma figura política proeminente mencionada nos glifos do Período Clássico (250-800 d.C.) monumentos da civilização maia, principalmente Tikal (que ele conquistou em 16 de janeiro de 378), bem como Uaxactun e a cidade de Copan. Uma descrição de seu nome glifo, mas mais tarde o decifraram como Siyaj Kʼakʼ, que significa "O fogo nasce". Acredita-se que ele tenha sido o general do governante de Teotihuacano Jatz'om Kuy.

## Visão geral
Originário de Teotihuacan ou muito aliado dessa cidade, Siyaj Kʼakʼ foi um senhor da guerra no coração maia do Petén (atual Guatemala) durante o século IV. Em 378 e 379 ele supervisionou a substituição dos reis de importantes estados maias como Tikal, Uaxactun e Copan por novos governantes que reivindicavam descendência de Jatz'om Kuy, possivelmente o governante de Teotihuacan. Siyaj Kʼakʼ, se fez ser retratado usando o vestido de batalha de Teotihuacano. Foi durante sua vida que a arquitetura pública da capital mexicana central começou a ser emulada na região maia; particularmente o estilo talud-tablero tão característico das terras altas mexicanas, e tão atípico dos estilos de construção maias.
Siyaj Kʼakʼ permaneceu um poder na região até sua morte no início do século V, atuando como senhor de reis como Yax Nuun Ayiin I de Tikal. O aparecimento de Siyah Kʼakʼ marca o início de um forte influxo cultural do Vale do México, embora se isso foi realizado através de interação pacífica ou invasão militar ainda está sendo muito ativamente debatido.

## Links extern0s
- O glifo do nome de Siyah Kʼakʼ
- "A chegada de estranhos" Teotihuacan na história clássica maia
- Estela 24 de Naachtun e a Entrada de 378 (Maya Decipherment, David Stuart, 2014)